# Carlos Aured
Carlos Aured Alonso, artísticamente Carlos Aured (Los Alcázares, 22 de enero de 1937 - Denia, 3 de febrero de 2008), fue un director de cine y guionista español especialmente vinculado a los géneros de cine de terror, fantaterror y de destape.

## Biografía
Sus primeros pasos en el mundo artístico fueron en producciones teatrales y, posteriormente, bajo la dirección de Gustavo Pérez Puig en Televisión Española. Mediada la década de 1960 comenzó a trabajar en el cine español inicialmente como meritorio y posteriormente como asistente de dirección. Como asistente trabajó con directores como Luis García Berlanga (¡Vivan los novios!), León Klimowsky (Los hombres las prefieren viudas, La noche de Walpurgis y La casa de las chivas) o Rafael Moreno Alba (Las melancólicas).

"Fui su ayudante en unas seis películas. Era un maravilloso artesano del cine y manejaba a la perfección la cámara, el montaje, los presupuestos... A su lado yo aprendí seguramente el 90 % de lo que sé."
Carlos Aured (sobre León Klimovsky) 

En La noche de Walpurgis (1971) comenzó su colaboración con Paul Naschy y la carrera de Aured se encaminó entonces hacia el fantaterror. Aured debutó como director con El retorno de Walpurgis (1973), secuela de La noche de Walpurgis, de nuevo protagonizada por Naschy, a quien volvería a dirigir en El espanto surge de la tumba (1973) y La venganza de la momia (1975).

"Con Paul era muy fácil trabajar. A pesar de que en aquella época tenía mucha mejor posición que yo en la industria, desde el primer momento se puso en mis manos por completo y sin reservas. Fue como siempre todo un profesional y gran actor. Tengo que resaltar que mi primera oportunidad como director se la debo, en parte, a Naschy. Que teniendo ya una categoría aceptó trabajar con un primerizo y escribió uno de sus mejores guiones."
Carlos Aured (sobre Paul Naschy, 2006) 

Tras la finalización de la dictadura de Francisco Franco y la eliminación de la censura cinematográfica Aured comenzó una nueva etapa como director de cine de destape. El director murciano contribuyó al género con películas eróticas como ¡Susana quiere perder... eso! (1977), La frígida y la viciosa (1981), El fontanero, su mujer, y otras cosas de meter... (1981) o Apocalipsis sexual (1981) en la que dirigió a Lina Romay y a la actriz transexual Ajita Wilson.

"Ella era encantadora, bella y muy profesional. El resto no importa."
Carlos Aured (sobre Ajita Wilson en Sinister Tales) 

A mediados de la década de 1980 regresó al cine de terror con dos nuevas películas: El enigma del yate (1983) y Atrapados en el miedo (1985) que tuvieron una acogida discreta. Retirado de la dirección prosiguió en labores de producción para diferentes coproducciones como Leviatán (1984) del italiano Claudio Fragasso protagonizada por Alice Cooper y Victoria Vera, Cosmos mortal/Alien Predator (1985) ópera prima de Deran Sarafian que es un cine de explotación de la exitosa saga Alien (1979), o Eliminators (1986) de Peter Manoogian aunque algunas fuentes señalan que la dirigió Aured sin ser acreditado.

"Es una historia al estilo Halloween o Viernes 13, señor que se escapa de un manicomio y es indestructible. No era nada original, pero quería imprimirle algo diferente y salió una mala copia. No había presupuesto, una vez más."
Carlos Aured (sobre Atrapados en el miedo) 

Posteriormente se retiró del cine y entre 1992 y 2002 trabajó para Canal + y Sogecable como responsable de la programación de cine pornográfico, en la primera ocasión en que una televisión de España emitía el género, logrando convertirse en una de sus más conocidas señas de identidad.

"El examen de conciencia fue durísimo: ni estaba contento con mi trabajo como director, aunque ahora me he reconciliado en parte, ni tenía dinero. Los años pasaban augurando un futuro incierto y poco atractivo. Así pues, decidí buscar trabajo fijo y con seguridad social. De esta manera aterricé en Canal+ antes de que empezaran sus emisiones. Desde 1992 hasta el 2002 he trabajado para Sogecable, siendo muy feliz, viendo mucho cine y aprendiendo mucho sobre el vídeo."
Carlos Aured 

Sin embargo en 2007 Aured volvió a colaborar con Paul Naschy en el guion y la dirección de la película de temática vampírica Empusa (2010). Entusiasmado al principio Aured terminaría abandonando el proyecto, que acabaría obteniendo fama de "maldito", debido a los problemas surgidos durante su rodaje y la muerte de algunos de sus artífices antes del estreno. Tras un pase en el Festival de Cine de Sitges de 2010, tras las muertes de Naschy y Aured, se estrenaría comercialmente en 2014.

"Un reconocimiento al trabajo realizado siempre es muy agradable, por supuesto. Estaba dando las gracias a todo el mundo, delante de la prensa… y me saltaron las lágrimas. Tuve que parar. En parte lloraba por satisfacción, pero también sentía dolor, porque entonces, cuando yo hacía aquellas películas, nunca tuve un reconocimiento de nadie: ni de productores, que únicamente estaban preocupados porque cada película fuera más barata que la anterior, ni de la profesión, ni por supuesto la prensa, probablemente porque no les daba titulares."
Carlos Aured (sobre su premio honorífico Algeciras Fantástika 2005) 

Aured falleció, víctima de un ataque al corazón, en Denia –donde residía– el domingo 3 de febrero de 2008. En el momento de su muerte tenía 71 años.

"Algunos de sus films son de culto.  Tenía talento, pero los condicionantes de mercado lo arrollaron obligándole a hacer cine para comer más allá de las expectativas que él tenía. Siempre quiso algo más que no llegaba. Incluso nuestros diversos proyectos conjuntos eran borrados de un plumazo. De él aprendí mucho. Este libro es una deuda que yo tenía con él más que una reivindicación."
Miguel Ángel Plana sobre Carlos Aured 

## Filmografía parcial

### Director
- El retorno de Walpurgis (1973)
- El espanto surge de la tumba (1973)
- La venganza de la momia (1973)
- Los fríos senderos del crimen (1974)
- Los ojos azules de la muñeca rota (1974)
- La noche de la furia (1974)
- ¡Susana quiere perder... eso! (1977)
- Le plombier de ces dames (1981)
- La frígida y la viciosa (1981)
- El fontanero, su mujer, y otras cosas de meter... (1981)
- Apocalipsis sexual (1982)
- De niña a mujer (1982)
- El hombre del pito mágico (1983)
- El enigma del yate (1983)
- Atrapados en el miedo (1985)

### Ayudante de dirección
- Algunas lecciones de amor (1966)
- Los pistoleros de Paso Bravo (1968)
- Los hombres las prefieren viudas (1970)
- ¡Vivan los novios! (1970)
- Las melancólicas (1971)
- La noche de Walpurgis (1971)
- La casa de las chivas (1972)

### Guionista
- ¡Susana quiere perder... eso! (1977)
- La frígida y la viciosa (1981)
- El fontanero, su mujer, y otras cosas de meter... (1981)
- Safari erótico (1981)
- Bellas, rubias y bronceadas (1981)
- Apocalipsis sexual (1982)
- El triunfo de un hombre llamado Caballo (1983)
- El hombre del pito mágico (1983)
- Atrapados en el miedo (1985)
- Empusa (2010) (sin acreditar)

### Productor
- Leviatán, de Claudio Fragasso (1984)
- Cosmos mortal, de Deran Sarafian (1985)